# 成嶋竜
成嶋 竜（なるしま りゅう、1968年9月5日 - ）は、日本の空手家。東京都西多摩郡瑞穂町出身。葉隠塾継代 空手道 成嶋道場の代表。

## 人物
幼少の頃から父親で日本空手道葉隠塾塾長の成嶋弘毅（現竜の子プロダクション顧問。子供の頃に大山倍達に出会い、弟子入りを申し出た事があるという。）に空手の英才教育を受けて育った。
その後、極真会館に入門。第8回全日本ウェイト制空手道選手権大会（軽量級）でのデビューを皮切りに、左上段廻し蹴りをはじめとする華麗な蹴り技と強烈な突き技で一本勝ちを連発。
そして1995年の第12回全日本ウェイト制空手道選手権大会（軽量級）で優勝を果たし、翌年の第13回全日本ウェイト制空手道選手権大会は階級を上げ、中量級に挑み優勝。前人未到の全日本ウェイト制空手道選手権大会2階級制覇を成し遂げた。
1999年に開催された第7回全世界空手道選手権大会でベスト8まで進出したが、フランシスコ・フィリォに判定負け。選手生活にピリオドを打った。
選手引退後は、国内での指導はもちろんのこと、世界各国へ指導に赴いている。
2021年8月 極真会館（松井館長）を退会、翌9月に葉隠塾継代 空手道 成嶋道場を開設。

## 主な戦績（松井派主催）
- 第11回オープントーナメント 富山大会 優勝（全試合一本勝ち）
- 第12回全日本ウェイト制空手道選手権大会（軽量級） 優勝
- 第13回全日本ウェイト制空手道選手権大会（中量級） 優勝
- 第16回全日本ウェイト制空手道選手権大会（軽量級） 優勝
- 第7回全世界空手道選手権大会 8位入賞